# 5631 Sekihokutouge
5631 Sekihokutouge este un asteroid din centura principală de asteroizi.

## Descriere
5631 Sekihokutouge este un asteroid din centura principală de asteroizi. A fost descoperit pe 20 martie 1993 la Kitami de Kin Endate și Kazuro Watanabe. Asteroidul prezintă o orbită caracterizată de o semiaxă mare de 2,33 ua, o excentricitate de 0,09 și o înclinație de 1,2° în raport cu ecliptica.